# David Nku Imbie
David Nku Imbié est originaire de Maluku dans la ville-province de Kinshasa en république démocratique du Congo. Médecin de formation, il a été le gouverneur de la dite province jusqu'au 16 mai 2004. Il est le chef des services de santé de l'Armée du salut de la république démocratique du Congo. En 2007 il est élu par l’assemblée provinciale de Kinshasa comme membre au sénat.
Après son mandat de 5 ans au Sénat, il est élu en 2011 par la population du district de la Tshangu député national.